# Split Lake
Split Lake är en sjö i Kanada.   Den ligger i provinsen Manitoba, i den östra delen av landet, 1 900 km nordväst om huvudstaden Ottawa. Split Lake ligger 166 meter över havet.
Trakten runt Split Lake är nära nog obefolkad, med mindre än två invånare per kvadratkilometer.